# Côte ouest des États-Unis
Pour les articles homonymes, voir Côte Ouest.
La côte ouest des États-Unis (en anglais : West Coast of the United States), parfois appelée simplement côte ouest, rassemble les États contigus des États-Unis bordant l'océan Pacifique, à savoir la Californie, l'État de Washington et l'Oregon. Bien que géographiquement non côtiers, l'Arizona et le Nevada sont parfois considérés comme États de la côte Ouest, du fait de leur proximité avec l'océan, leur culture et leur économie étant proches de celle de la Californie. Bien que non contigus, le littoral donnant sur le Pacifique permet aux États d'Hawaï et de l'Alaska d'être inclus dans la définition.
Les principales grandes villes de la côte ouest des États-Unis sont Los Angeles, San Diego, San Francisco, Seattle, Anchorage, Honolulu, et Long Beach. Les principales villes non-côtières sont Phoenix, San José, Las Vegas, Portland, Sacramento, Fresno, Tucson et Oakland.
Ces États bénéficient généralement d'une image d'États avant-gardistes et sont parfois opposés à ceux de la côte est des États-Unis.
En 2005, la population de cette région est estimée à 45-55 millions d'habitants, selon les États inclus dans la définition.

## Économie
L'économie de la région, basée sur les techniques de pointe, est très dynamique. De nombreuses entreprises se sont développées grâce à ce dynamisme.
Le tourisme tient également une place importante dans l'économie de la région.

## Démographie
Selon l'American Community Survey, en 2010, 63,53 % de la population âgée de plus de 5 ans déclare parler l'anglais à la maison, 23,06 % déclare parler l'espagnol, 2,37 % une langue chinoise, 1,93 % le tagalog, 1,27 % le vietnamien, 0,99 % le coréen, 0,51 % le japonais et 6,34 % une autre langue.
| État       | Blancs     | Latinos    | Asiatiques | Noirs     | Amérindiens | Océaniens | Métis     | Autres    | Total      |
| ---------- | ---------- | ---------- | ---------- | --------- | ----------- | --------- | --------- | --------- | ---------- |
| Californie | 21 453 934 | 14 013 719 | 4 861 007  | 2 299 072 | 362 801     | 144 386   | 1 815 384 | 6 317 372 | 37 253 956 |
| Oregon     | 3 204 614  | 450 062    | 141 263    | 69 206    | 53 203      | 13 404    | 144 759   | 204 625   | 3 831 074  |
| Washington | 5 196 362  | 755 790    | 481 067    | 240 042   | 103 869     | 40 475    | 312 926   | 349 799   | 6 724 540  |
| Alaska     | 473 576    | 39 249     | 38 135     | 23 263    | 104 871     | 7 409     | 51 875    | 11 102    | 710 235    |
| Hawaï      | 336 599    | 120 842    | 525 078    | 21 424    | 4 164       | 135 422   | 320 629   | 16 985    | 1 360 301  |
| Total      | 30 665 085 | 15 379 662 | 6 046 550  | 2 653 007 | 628 908     | 341 096   | 2 645 573 | 6 899 883 | 49 880 106 |

| État       | Blancs | Latinos | Asiatiques | Noirs | Amérindiens | Océaniens | Métis | Autres |
| ---------- | ------ | ------- | ---------- | ----- | ----------- | --------- | ----- | ------ |
| Californie | 57,59  | 37,62   | 13,05      | 6,17  | 0,97        | 0,39      | 4,87  | 16,96  |
| Oregon     | 83,65  | 11,75   | 3,69       | 1,81  | 1,39        | 0,35      | 3,78  | 5,34   |
| Washington | 77,27  | 11,24   | 7,15       | 3,57  | 1,54        | 0,60      | 4,65  | 5,20   |
| Alaska     | 66,68  | 5,53    | 5,37       | 3,28  | 14,77       | 1,04      | 7,30  | 1,56   |
| Hawaï      | 24,74  | 8,88    | 38,60      | 1,57  | 0,31        | 9,96      | 23,57 | 1,25   |
| Total      | 61,48  | 30,83   | 12,12      | 5,32  | 1,26        | 0,68      | 5,30  | 13,83  |